# Gegant Boig
El Gegant Boig és un dels gegants que forma part del bestiari del Carnaval de Solsona, construït l'any 1978 pel mestre geganter Manel Casserras i Boix.
Va ser el primer dels Gegants Bojos que el mestre geganter va construir per al Carnaval de Solsona, com una imatge paròdica i burlesca dels gegants de la Festa Major. Posteriorment vingueren la Geganta Boja (1979), El Mocós (1980) i la Geganteta (1982). Durant l'edició de l'any 2003 del carnaval, va tenir lloc la celebració del 25è aniversari de la construcció del gegant, i una part important de la festa va rondar al voltant d'aquest element: la portada del programa d'aquesta edició estava dedicada a aquesta peça, i durant diversos actes realitzats durant la festa solsonina, el protagonista va ser aquest gegant. A més a més, a través de la Colla Gegantera del Carnaval de Solsona es va organitzar una trobada de gegants que va situar-se com a Rècord Guinness i que va aplegar més de noranta colles geganteres.
El 2011 va ser exposat al Museu de la Pell d'Igualada en una exposició dedicada a la imatgeria popular infantil. El 2014 se'n va editar una versió en format de caganer, creat per Hug Manzano i Albert Caelles.